# Sân bay quốc tế Pinto Martins – Fortaleza
Sân bay quốc tế Pinto Martins (IATA: FOR, ICAO: SBFZ) là một sân bay quốc tế ở Fortaleza, Ceará, Brasil. Năm 2007, sân bay này đã phục vụ 3.613.634 lượt khách với 47.226 lượt chuyến, là sân bay tấp nập thứ 10 ở Brasil về lượng khách..

## Lịch sử
Sân bay có nguồn gốc trên một đường băng được xây dựng trong những năm 1930 và đã được sử dụng bởi Ceará Flying School cho đến năm 2000.
Trong Thế chiến II, sân bay là một căn cứ liên quan quan trọng hỗ trợ hoạt động của Nam Đại Tây Dương.
Vào ngày 13 tháng 5 năm 1952 tên ban đầu, Sân bay Cocorote, đã được đổi tên thành hiện tại. Năm 1966, một nhà ga hành khách và tạp dề đã được xây dựng. Những cơ sở này hiện đang được sử dụng trong hoạt động hàng không chung.
Vào tháng 2 năm 1998, một nhà ga hành khách mới đã được khai trương ở khu vực phía Nam. Vào ngày 31 tháng 8 năm 2009, Infraero đã công bố kế hoạch đầu tư BRL 525 triệu USD (276,6 triệu USD, 193,8 triệu EUR) để nâng cấp Sân bay Quốc tế tập trung vào việc chuẩn bị cho World Cup 2014 FIFA, được tổ chức ở Brazil, Fortaleza là một trong số các thành phố địa điểm Việc đầu tư được phân bổ trong việc cải tạo và mở rộng nhà ga hành khách, tạp dề và bãi đậu xe hoàn thành vào tháng 11 năm 2013, tuy nhiên sau khi bị bỏ lại. Chỉ cần một chiếc Tent rời được làm ra.
Thông qua hợp tác giữa Infraero, chính quyền liên bang và chính quyền bang, nhà ga hành khách có diện tích 35.000 m² được xây dựng tại khu vực phía Nam, được chính thức khai trương vào tháng 2 năm 1998 bởi Thống đốc Tasso Jereissati, có công suất 3,8 triệu hành khách / năm, 14 vị trí đỗ máy bay và tự động hóa, được phân loại là quốc tế vào năm 1997 (Portaria 393 GM5, ngày 9 tháng 6 năm 1997). Nó đã được đấu giá vào ngày 16 tháng 3 năm 2017 cho tập đoàn Fraport AG của Frankfurt, Đức với giá 425 triệu Rs để sử dụng trong 30 năm. Trong số các hợp đồng đã được thành lập là cải cách thiết bị đầu cuối hiện tại và chấm dứt công việc kèm theo, bị bỏ rơi bởi Infraero, cũng như tăng đường băng duy nhất. Từ tháng 6 năm 2017 đến năm 2018 cả hai công ty điều hành toàn bộ sân bay, tính đến năm 2018, nó quản lý hoàn toàn sân bay trong các hoạt động của mình. Hợp đồng ký vào ngày 28 tháng 7 năm 2017 nói rằng làm mới lại và hoàn thành các khoản đầu tư của Infraero cho nhà ga hành khách và kéo dài đường băng đơn.
Nhà ga hành khách cũ tại Sân bay Fortaleza phục vụ như Nhà ga Hàng không chung (TAG), nơi nó hoạt động trên các chuyến hàng không chung, điều hành và taxi không khí.
Sân bay này là một nam châm liên tục cho những người xem như những người đam mê phong trào máy bay, thành lập các nhóm và tổ chức như SBFZ Spotting.
Vào năm 2015, LATAM đã thông báo cạnh tranh từ sân bay Fortaleza với các sân bay của Recife và Natal để đầu tư các tuyến hàng không cho đến nay không có gì hoàn thành.
Air France-KLM và Gol Transportes Aéreos đã công bố vào ngày 25 tháng 9 năm 2017 một chuyến bay hàng tuần cho Fortaleza do Joon và KLM điều hành. "Gol" phân phối và thu thập hành khách trên mạng lưới hàng không Braxin.
Vào ngày 7 tháng 10 năm 2017, chiếc máy bay Boeing 737-200 trước đây do TAF Linhas Aéreas điều hành và nhiều hãng hàng không khác đã bị bỏ rơi tại sân bay kể từ năm 2008, do Bộ Ngoại giao Đức đưa ra vào tháng 7 với giá 24.000 USD cho Đức, rằng nó có thể được phục hồi và được trưng bày như là một biểu tượng của một xã hội tự do, không bị xáo trộn bởi khủng bố. Chiếc máy bay này tham gia vào vụ cướp bay 181 của Lufthansa vào ngày 13 tháng 10 năm 1977. Chiếc máy bay sẽ được phục hồi và trưng bày tại Bảo tàng Dornier ở Friedrichshafen từ năm 2019. Còn 7 chiếc khác, đó là B727-200, B737-200 của cùng một chiếc TAF Linhas Aéreas, PT-MTF (737 TAF / Varig), PT-MTC (727 TAF), PR-MTH (737 TAF / Delta Air Lines), PT-MTA (TAF / Aer Lingus), PR-MTD (727 TAF) PT-WTH (Piper PA-34 Seneca của Sở Cảnh sát São Paulo), một PT-SCY (Embraer EMB-110 Bandeirante of Funceme).
Vào ngày 23 tháng 10 năm 2017, Kế hoạch và Dự án được thực hiện từ tháng 2 năm 2018 bởi Stefan Schulte và Andrea Pal, Quản trị viên sẽ được trình bày cùng với Camilo Santana và Roberto Cláudio, Thống đốc và Thị trưởng.
Vào ngày 2 tháng 1 năm 2018, thứ ba, Infraero đã giao chìa khóa cho Sân bay Fortaleza và Porto Alegre đến Fraport. Bên nhượng quyền của Đức bắt đầu thực hiện cải tiến điều hòa không khí, chiếu sáng, báo hiệu và WiFi, cần hoàn thành trong quý I năm 2018. Công ty cũng sẽ cung cấp cho Chương trình Đầu tư Bắt buộc mở rộng nhà ga và tuyến đường, sửa lại taxi và khu vực giao thông, và thiết kế lại hệ thống đường hàng không, cả hai sân bay sẽ nhận được quản lý hành lý tự động, kiểm soát an ninh và máy bay mới lên cầu. Dự kiến hoàn thành vào ngày 26 tháng 10 năm 2019. Trong một tuyên bố, công ty thông báo rằng các khoản đầu tư tối thiểu là 600 triệu đô la Singapore được dự kiến trong mỗi sân bay với vận chuyển hành khách tăng 5%.

## Các hãng hàng không và các điểm đến
- Azul
- Gol Transportes Aéreos (Belém, Brasília, Buenos Aires, Curitiba, Juazeiro do Norte, Natal, Recife, Rio de Janeiro, Salvador, São Luís, São Paulo, Teresina)
- Ải France (Pái)
- KLM (Amsterdam)
- TACV Cabo Verde Airlines (Sal)
- CONDOR (Frankfurt am Main)
- LATAM (Belém, Brasília, Manaus, Miami, Natal, Recife, Rio de Janeiro-Galeão, Salvador, Santarem, São Luis, São Paulo-Congonhas, São Paulo-Guarulhos, Teresina)
- TAP Portugal (Lisbon)

## Foto's

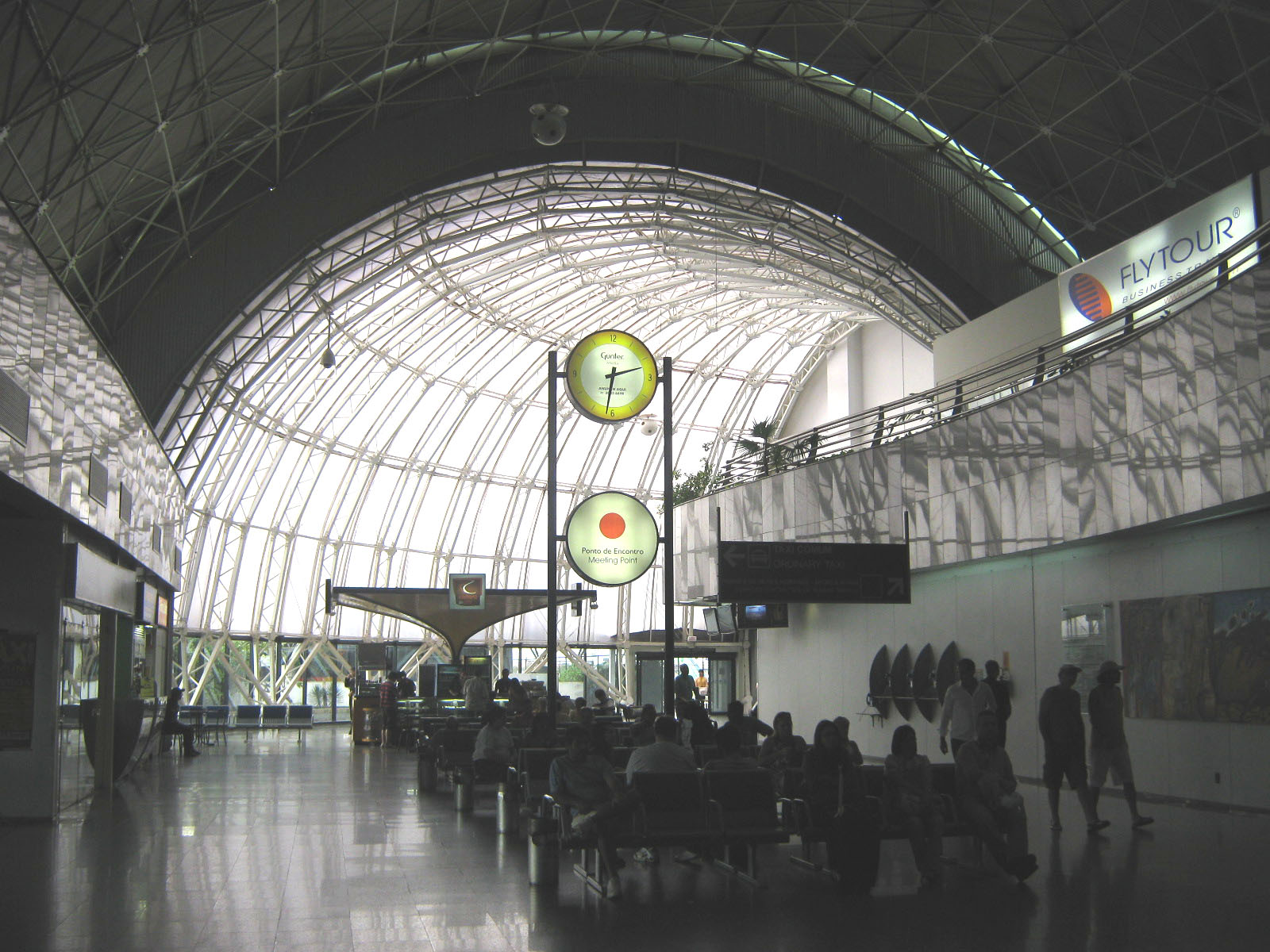
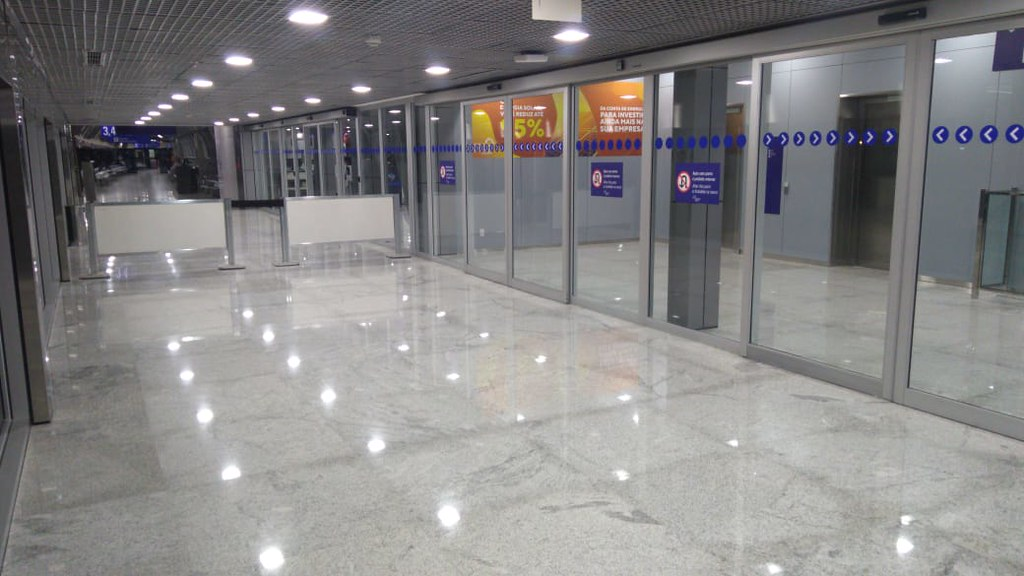
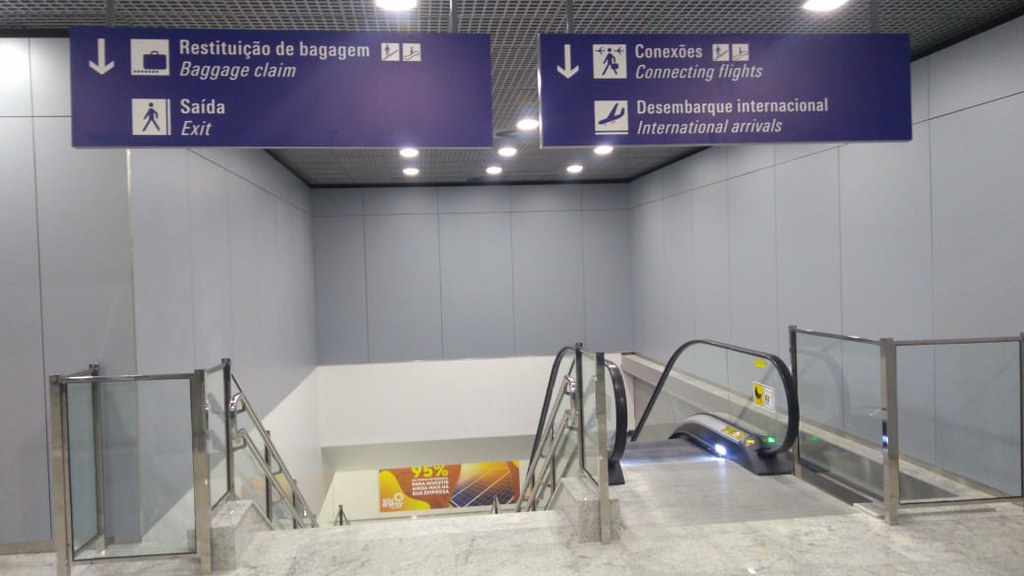
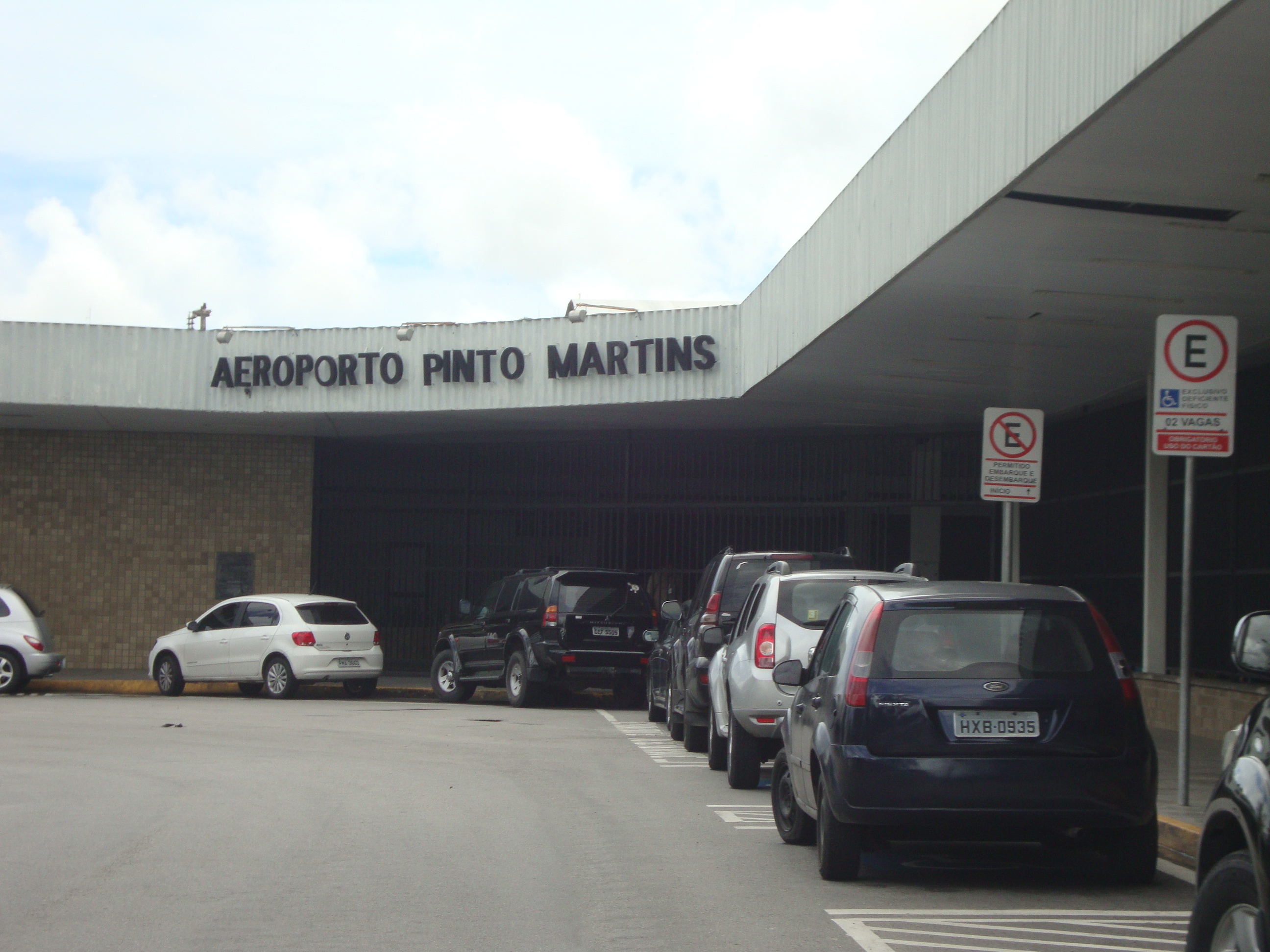
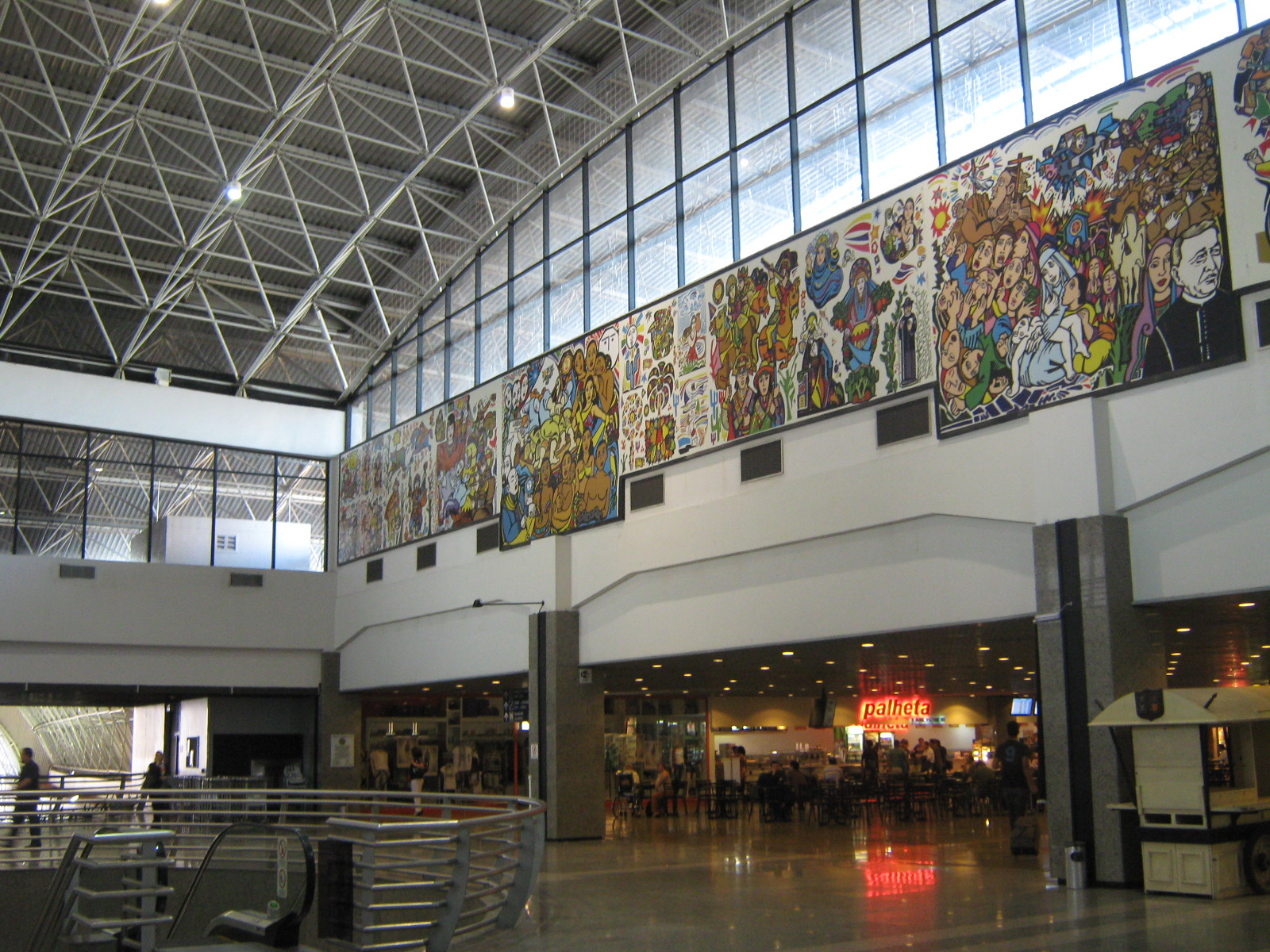
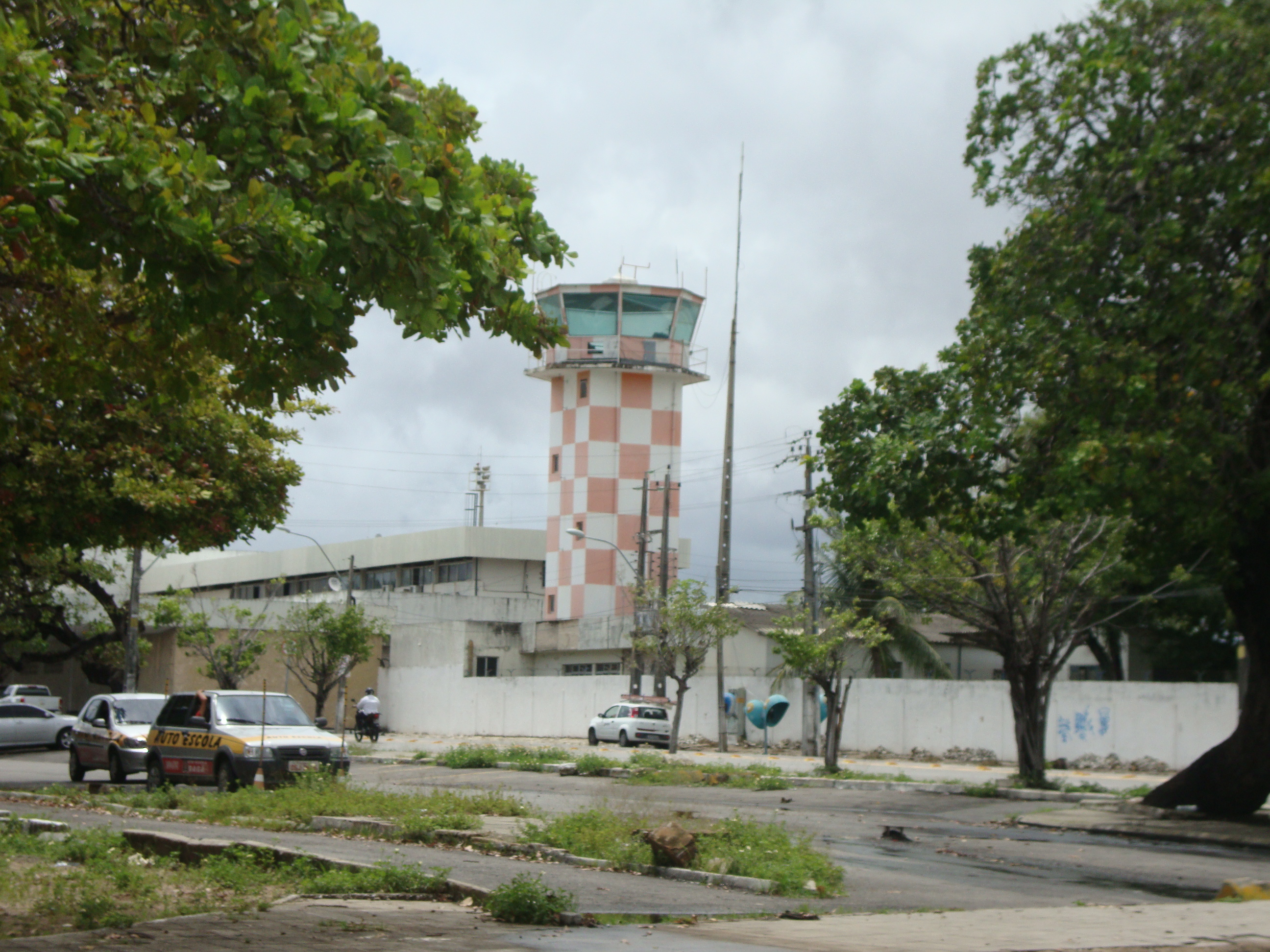
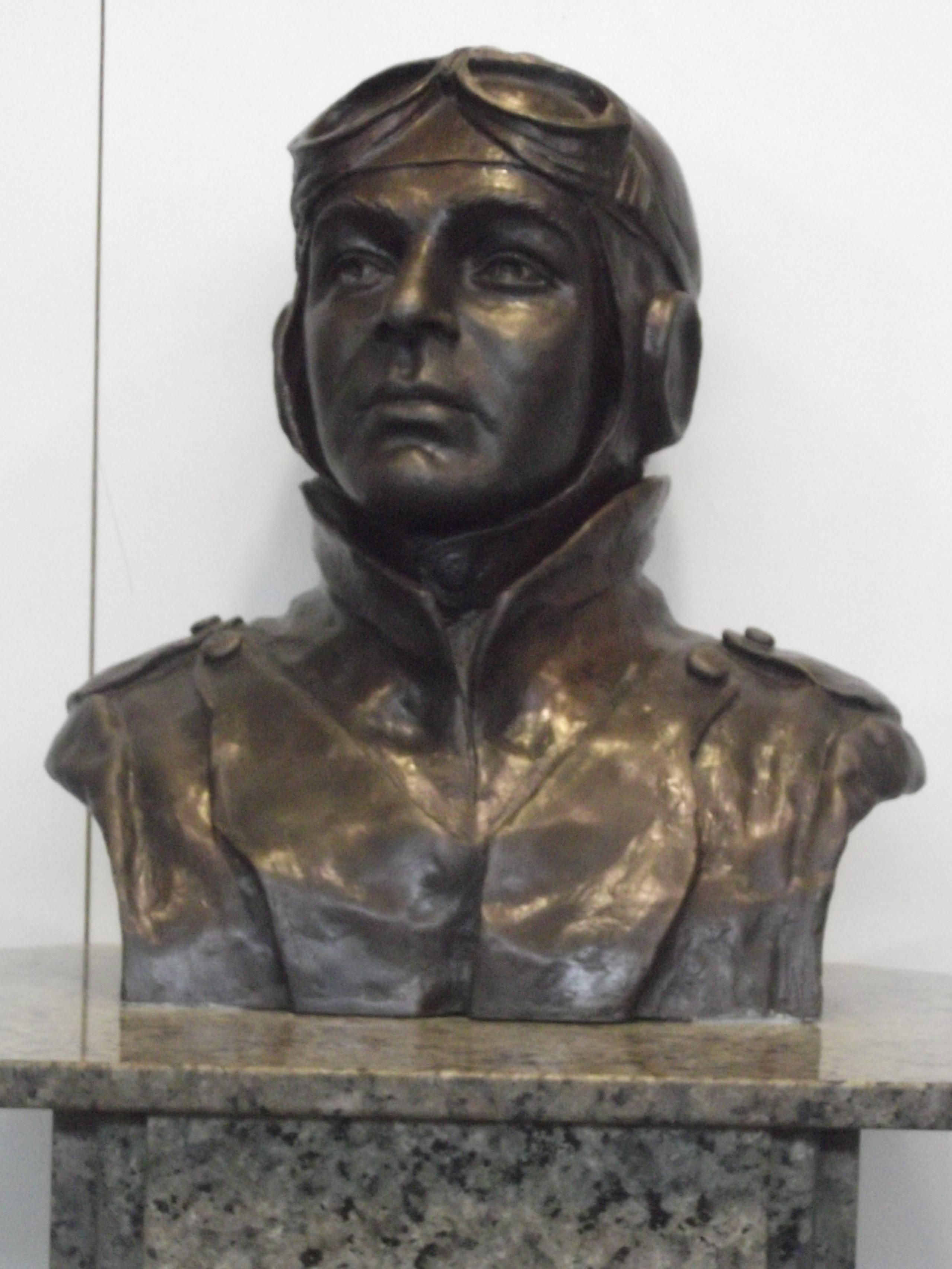
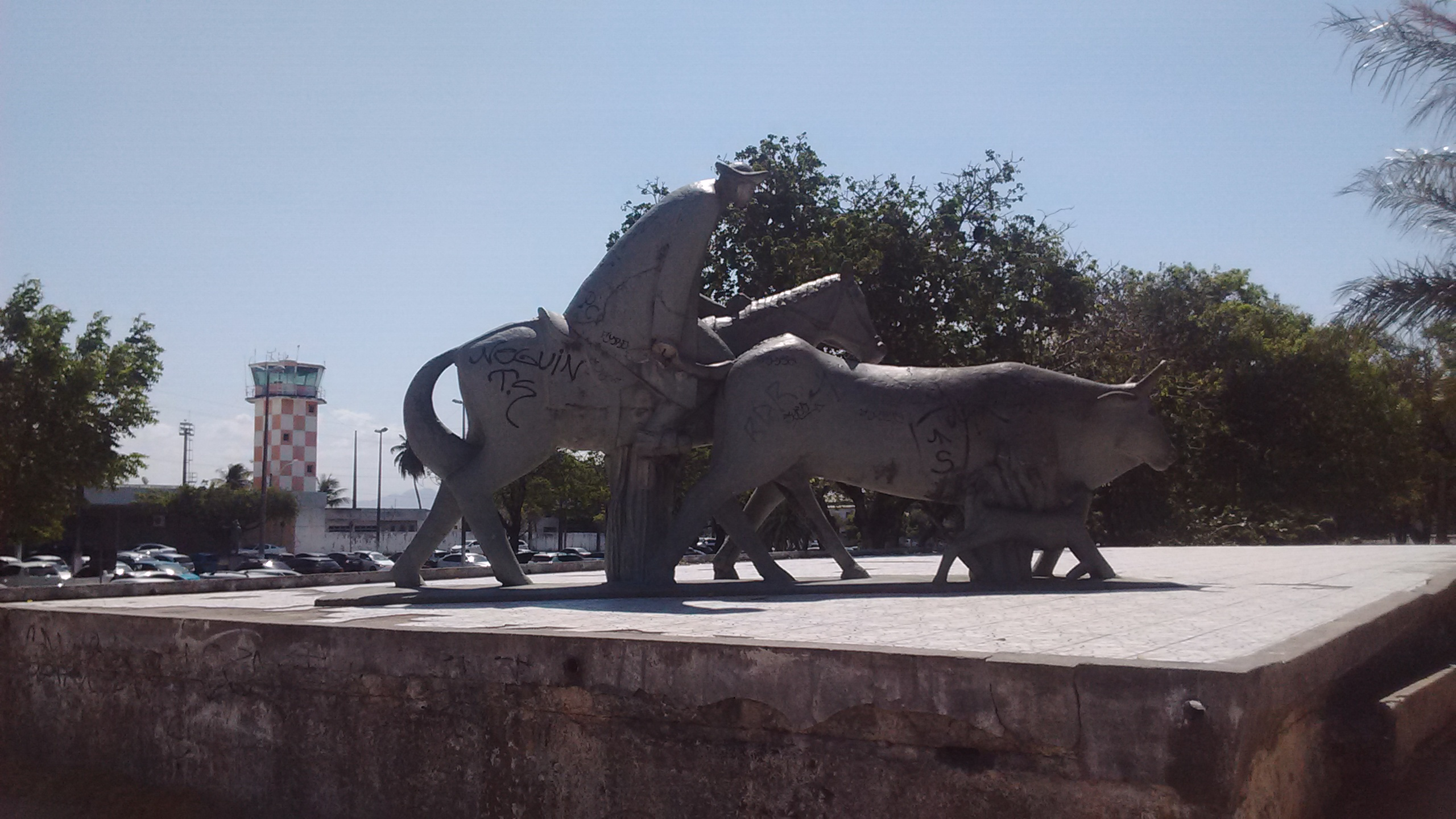